# Ferdinand Hartzer

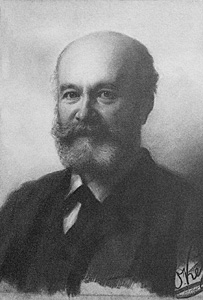
Ferdinand Hartzer (um 1904)

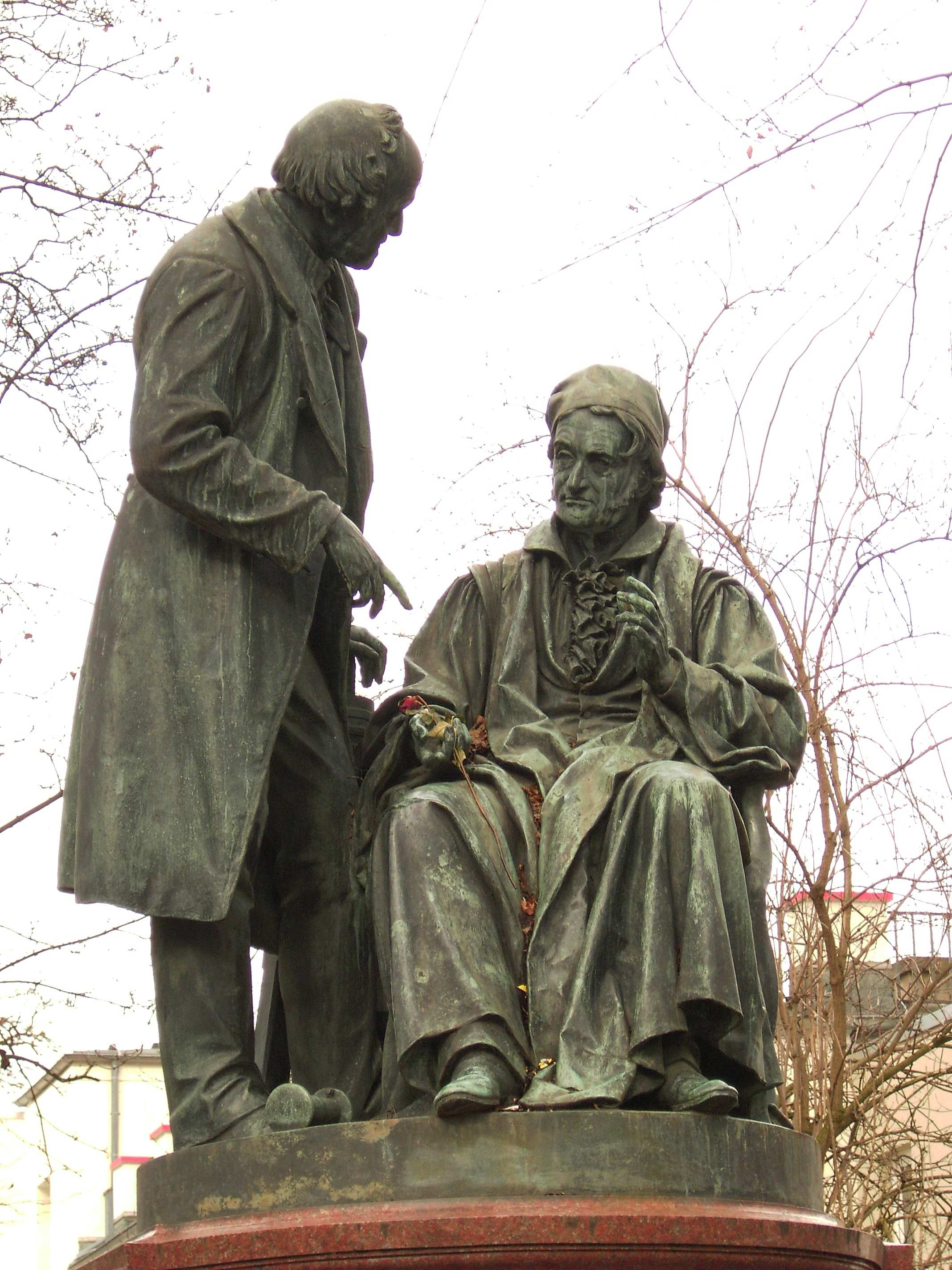
Das von Carl Ferdinand Hartzer geschaffene Gauß-Weber-Denkmal in Göttingen

Carl Emanuel Ferdinand Hartzer (* 22. Juni 1838 in Celle; † 27. Oktober 1906 in Schöneberg) war ein deutscher Bildhauer.

## Leben
1854 wurde Hartzer in Hannover als Lehrling im Atelier seines Onkels, des Bildhauers und Hofvergolders August Hengst, aufgenommen. Nach dem Besuch des Polytechnikums Hannover von 1859 bis 1867 studierte er an Kunstakademien, so von 1857 bis 1858 an der Dresdner Kunstakademie bei Ernst Julius Hähnel und anschließend von 1858 bis 1860 an der Kunstakademie München. Er blieb ein Jahr in Nürnberg und vervollkommnete seine Ausbildung von 1862 bis 1867 wiederum an der Kunstakademie Dresden. 1868 und 1869 folgten Aufenthalte in Italien, danach arbeitete er seit 1869 als freier Künstler in Berlin. Er schuf in Berlin u. a. das Mitscherlich-Denkmal sowie die Büsten in der Charité für die Chirurgen Heinrich Adolf von Bardeleben (1810–1885), Franz König (1832–1910), Gustav Simon (1824–1876) und für Friedrich Althoff.
In Celle ist eine Straße im Ortsteil Hehlentor nach ihm benannt. 

## Werke
- Albrecht Daniel Thaer, Denkmal in Celle (1873)
- Kreis-Kriegerdenkmal 1870/71 in Gleiwitz (Schlesien) (1874)
- Heinrich Marschner, Standbild (Marschnerdenkmal) in Hannover, Opernplatz (1877)
- Karl Ewald Hasse, Büste in Göttingen (1877–78)[2][3][4]
- Klio in Berlin-Kreuzberg, Belle-Alliance-Platz (Mehringplatz), (1879)
- Louis Spohr, Standbild in Kassel (1882)
- Jacob Henle, Büste in Göttingen (1882)[5]
- Albrecht von Haller, Büste in Göttingen (1884)[6]
- Wilhelm Baum, Büste in Göttingen (1884)[7]
- Georg Waitz, Büste in Göttingen (1887)[8]
- Georg Hanssen, Büste in Göttingen (1887)[9]
- Heinrich Marschner, Büste in Zittau (1888)
- Rudolf von Jhering, Büste in Göttingen (1888)[10]
- Friedrich Wöhler, Standbild in Göttingen (1890)
- Hermann Sauppe, Büste in Göttingen (1890)[11]
- Albrecht Ritschl, Büste in Göttingen (1891)[12]
- Sebastian von Belling, Büste, für die Berliner Ruhmeshalle
- Bernward von Hildesheim, Bernwardsdenkmal auf dem Domhof in Hildesheim (1893)
- Eilhard Mitscherlich, Denkmal in Berlin (1894)
- Wilhelm und Helene Hell, Grabmal in Hamburg, Friedhof Ohlsdorf (1895/1896)
- Georg Merkel, Denkmal (Merkelstein) in Göttingen (1897)
- Johannes von Miquel, Büste (1898)
- Gauß-Weber-Denkmal in Göttingen (1899)
- Grabplastik (Marmorengel) auf dem Poppelsdorfer Friedhof in Bonn (1900)
- Gottlieb Planck, Büste in Göttingen (1901)[13]
- Heinrich Albert Oppermann, Grabdenkmal in Nienburg/Weser (1994 restauriert, Bild)
- Friedrich Althoff, Bronzebüste in der Berliner Charité, Eingang Schumannstraße (1902)
- Franz König, Bronzebüste in der Berliner Charité (1904)[14][15]

## Galerie

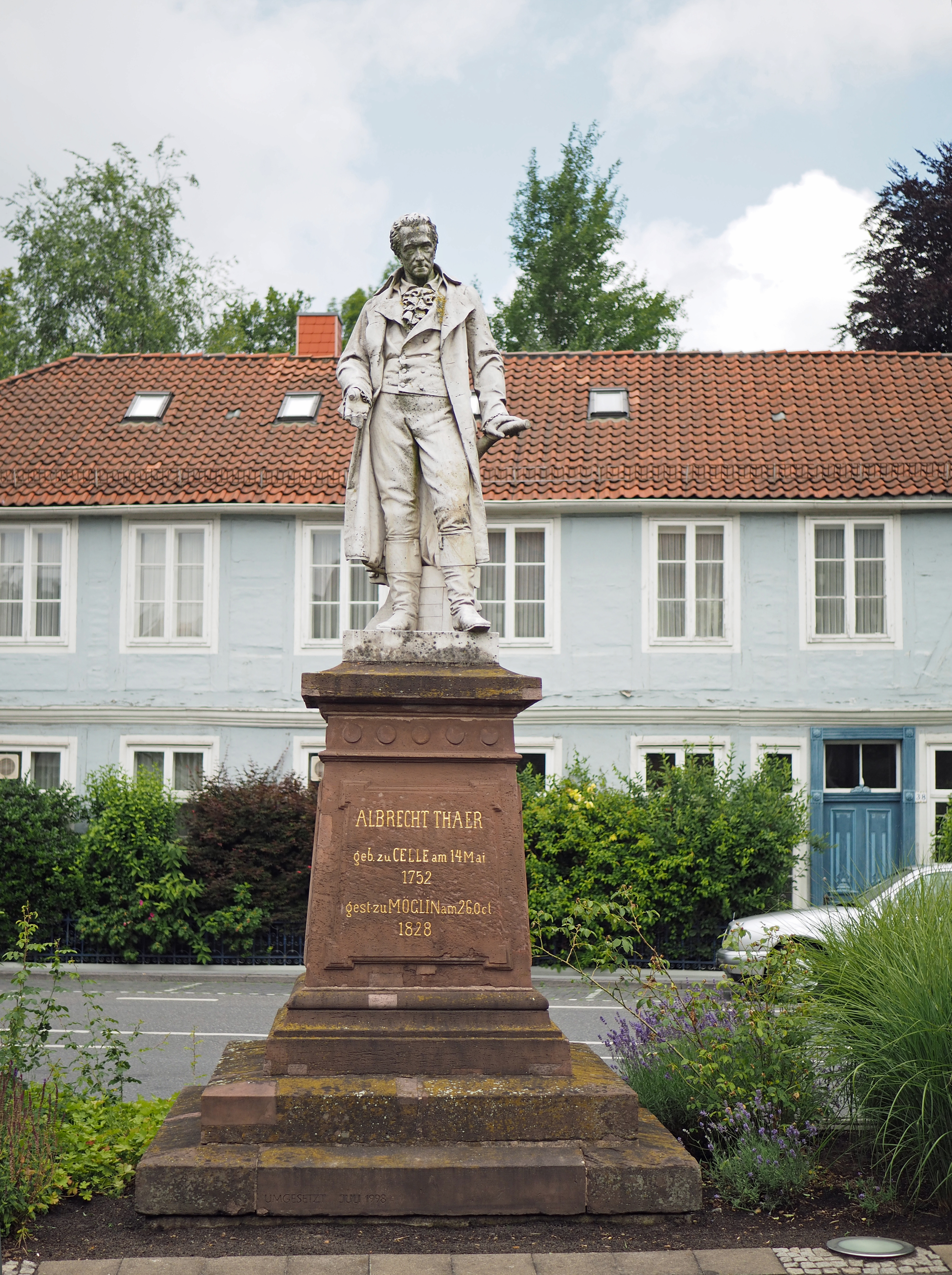
Standbild Albrecht Daniel Thaer in Celle (1873)
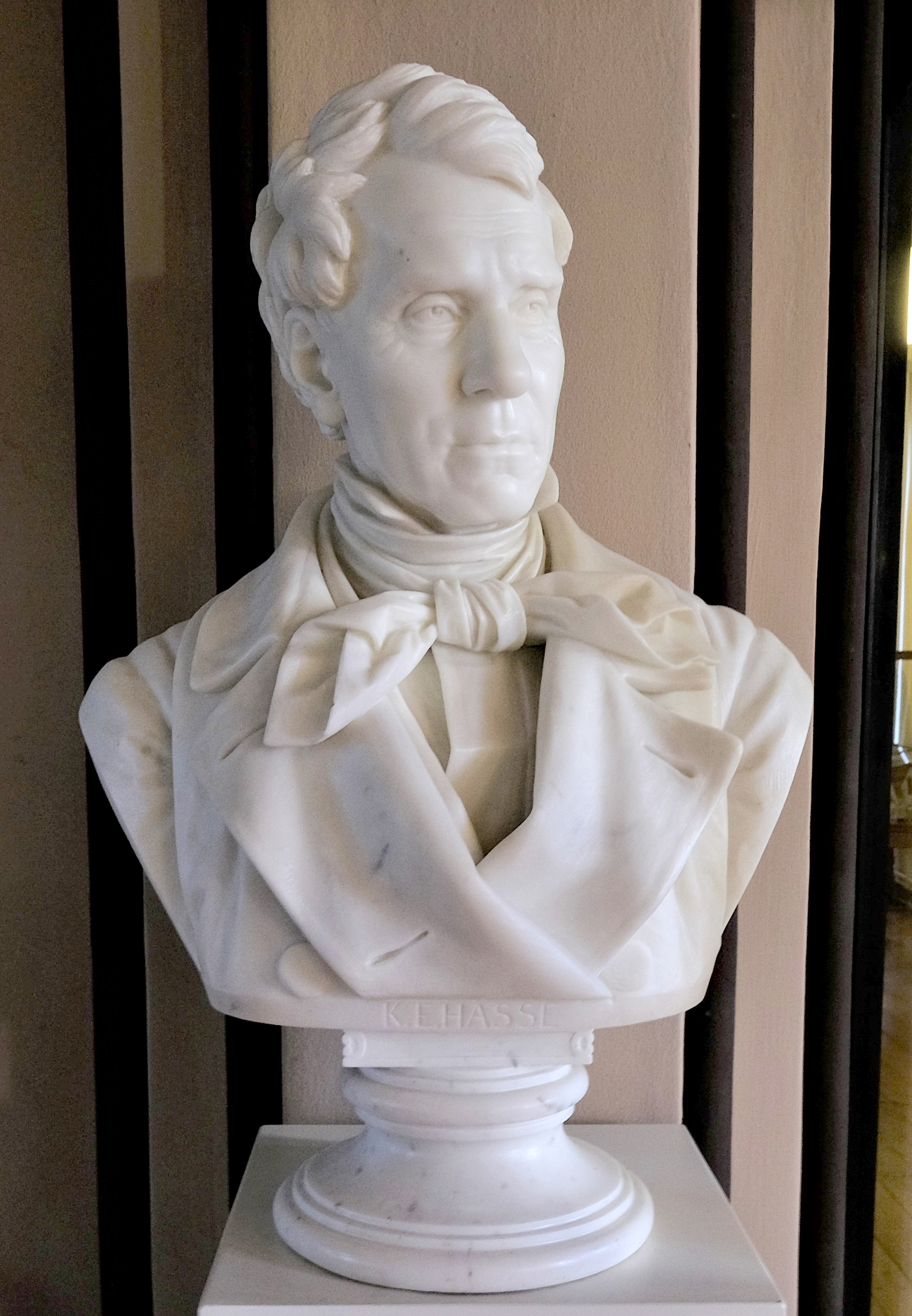
Büste Karl Ewald Hasse, Göttingen (1877)
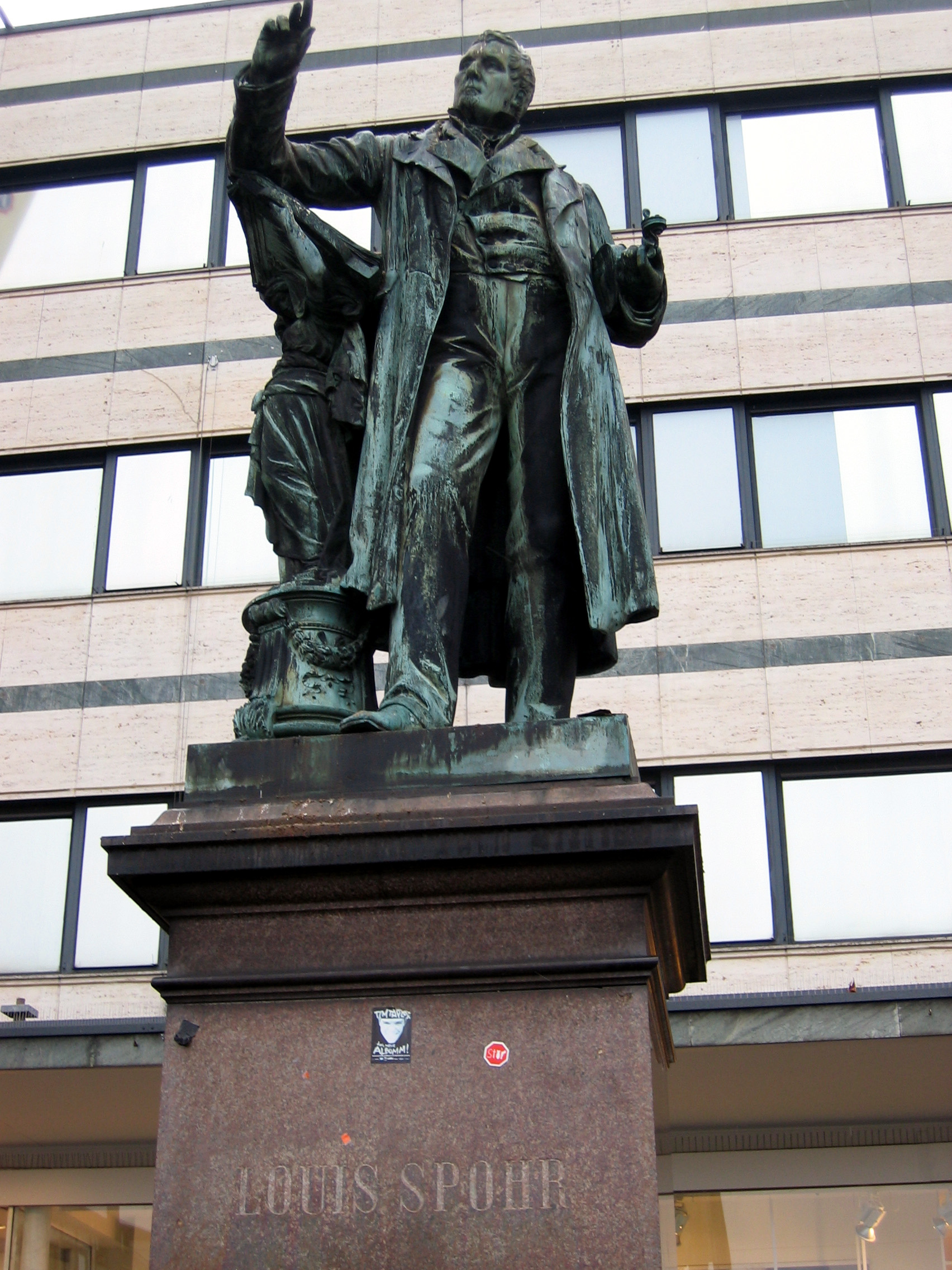
Denkmal für Louis Spohr, Kassel (1882)
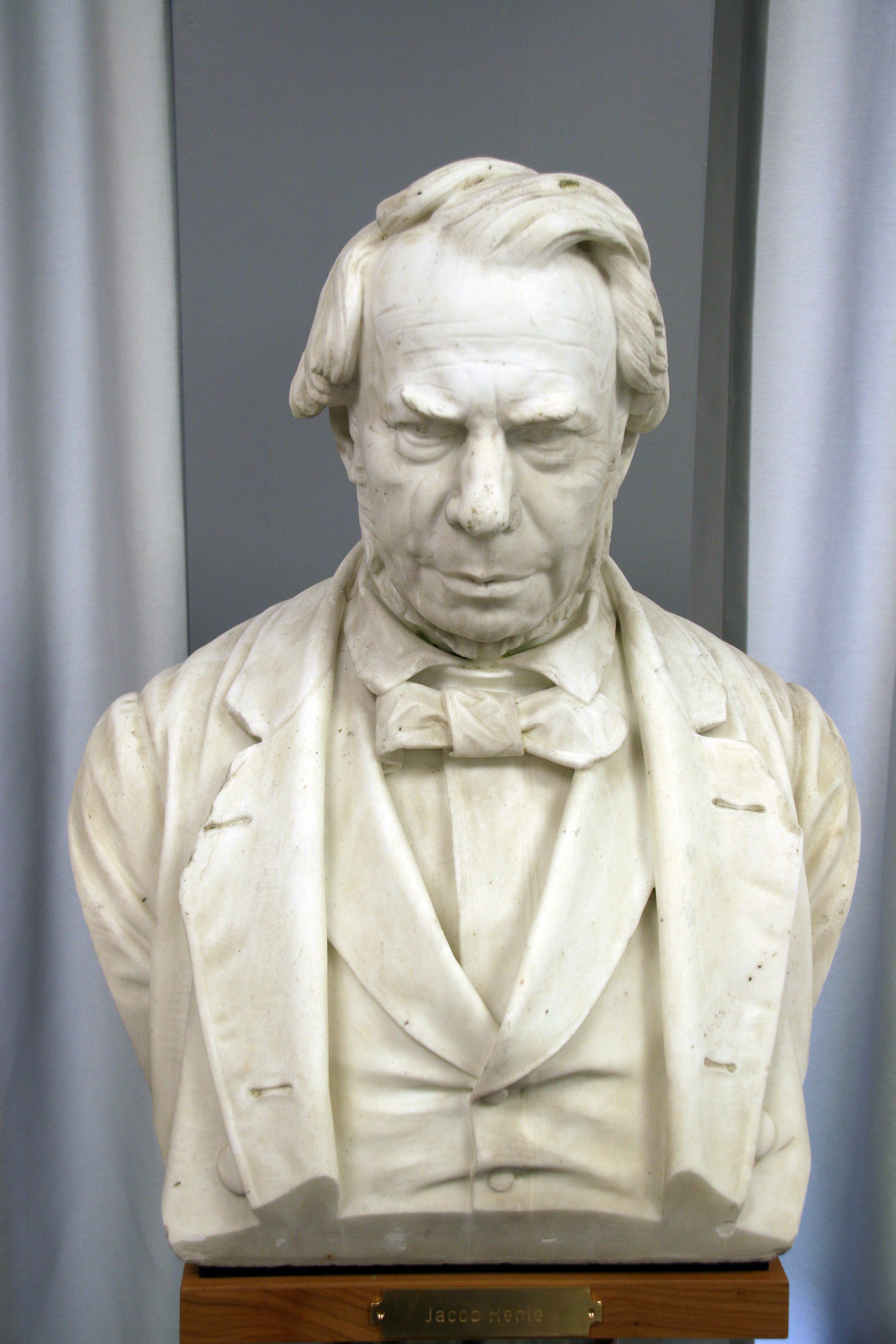
Büste Jakob Henle, Göttingen (1882)
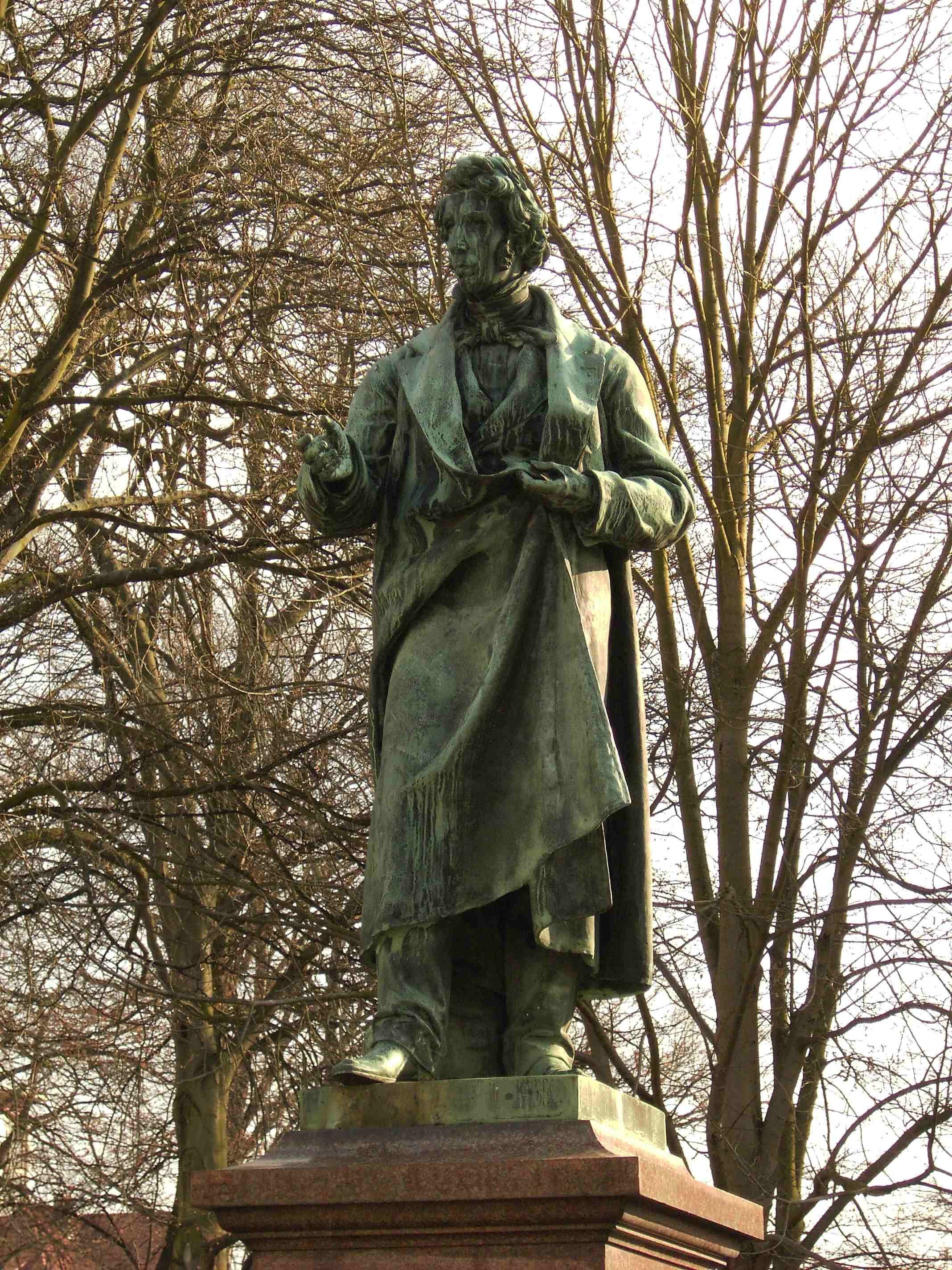
Standbild Friedrich Wöhler, Göttingen, Hospitalstraße, ursprünglich vor dem Auditorium (1890)
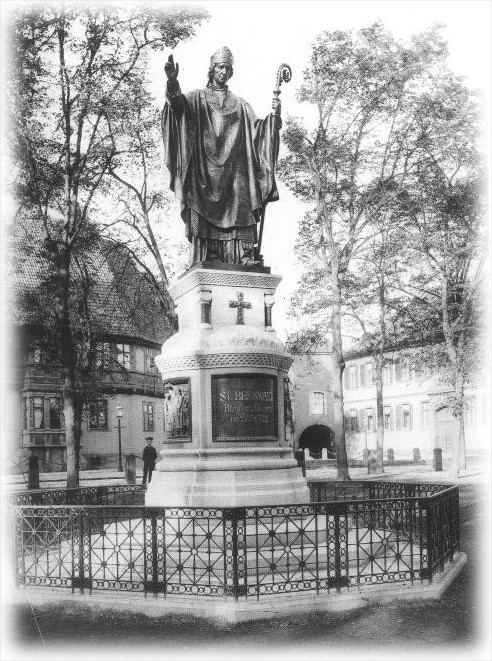
Bernwardsdenkmal auf dem Domhof in Hildesheim (1893)
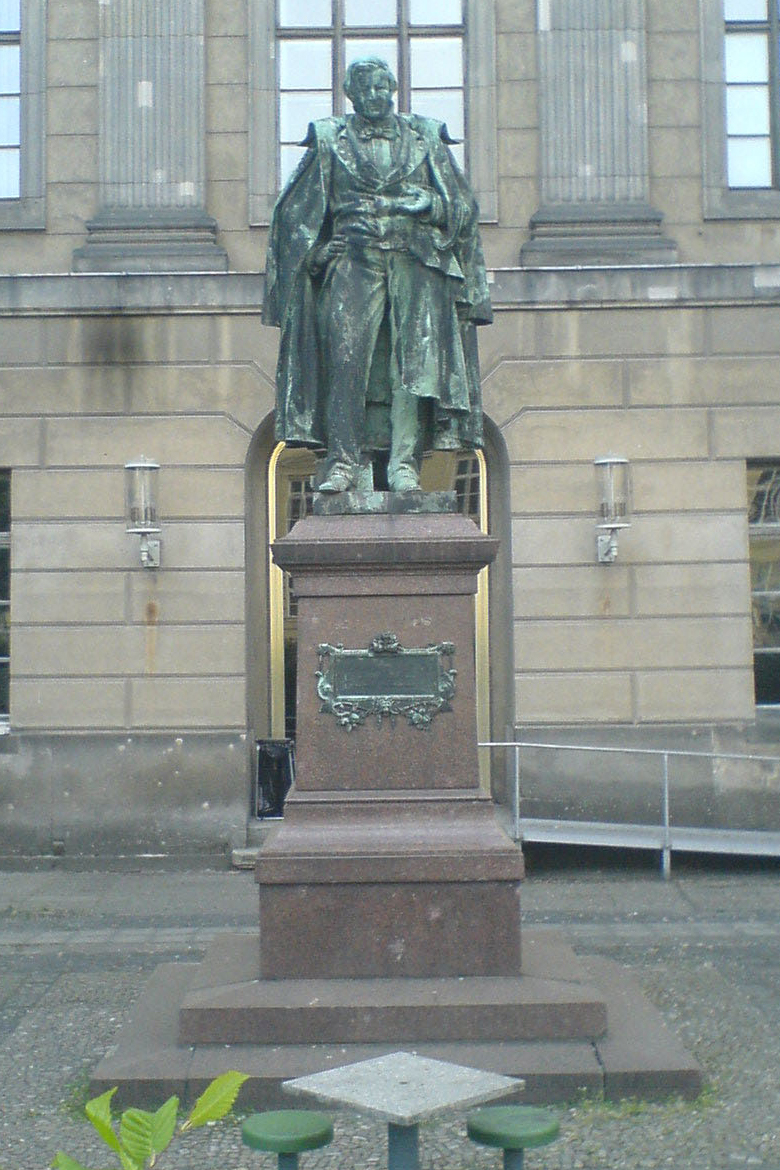
Eilhard-Mitscherlich-Denkmal, Berlin (1894)
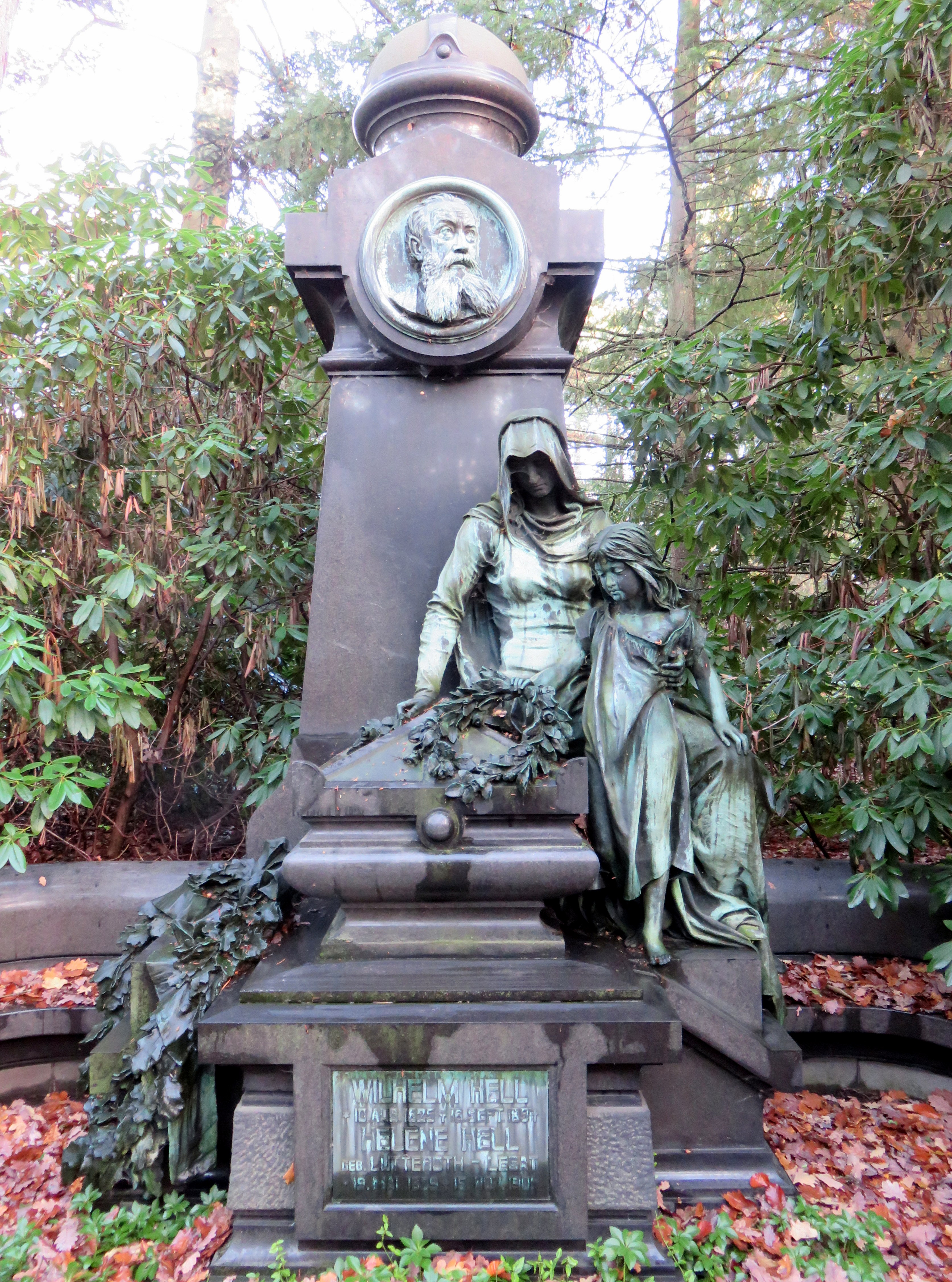
Grab Stiftungsehepaar Hell, Hamburg (1895/96)
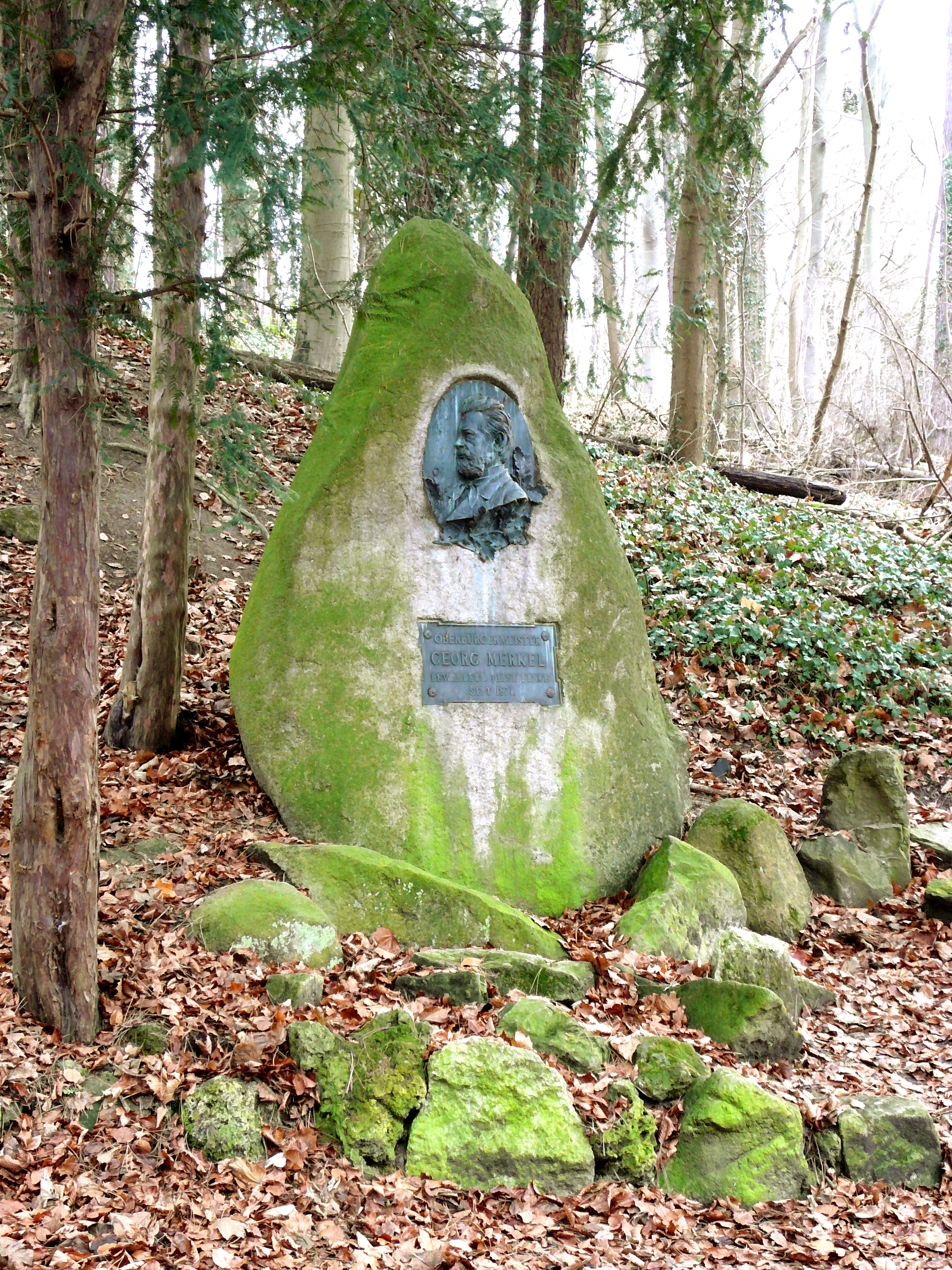
Merkelstein in Göttingen (1897)
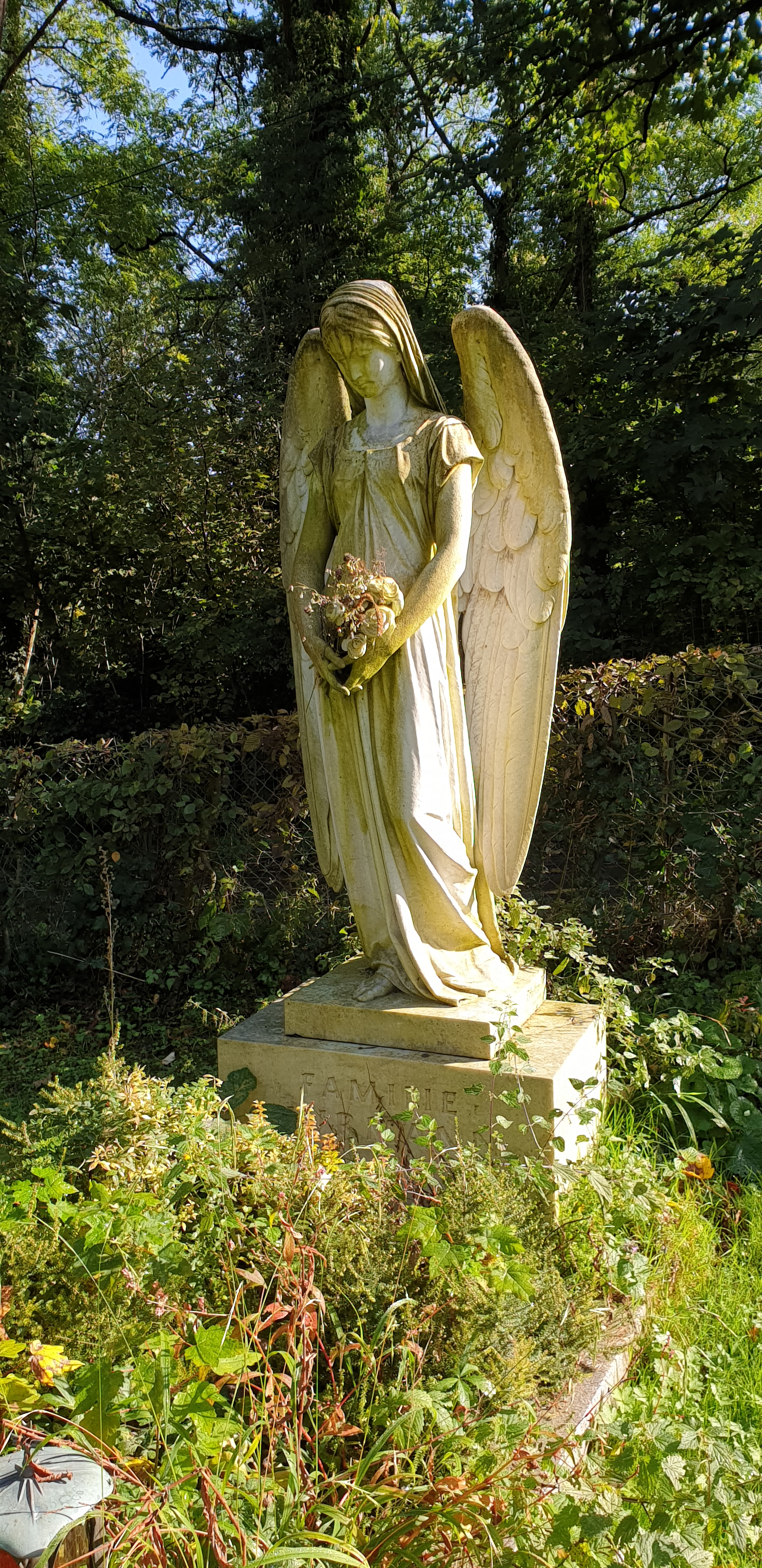
Grabengel auf dem Poppelsdorfer Friedhof (1900)
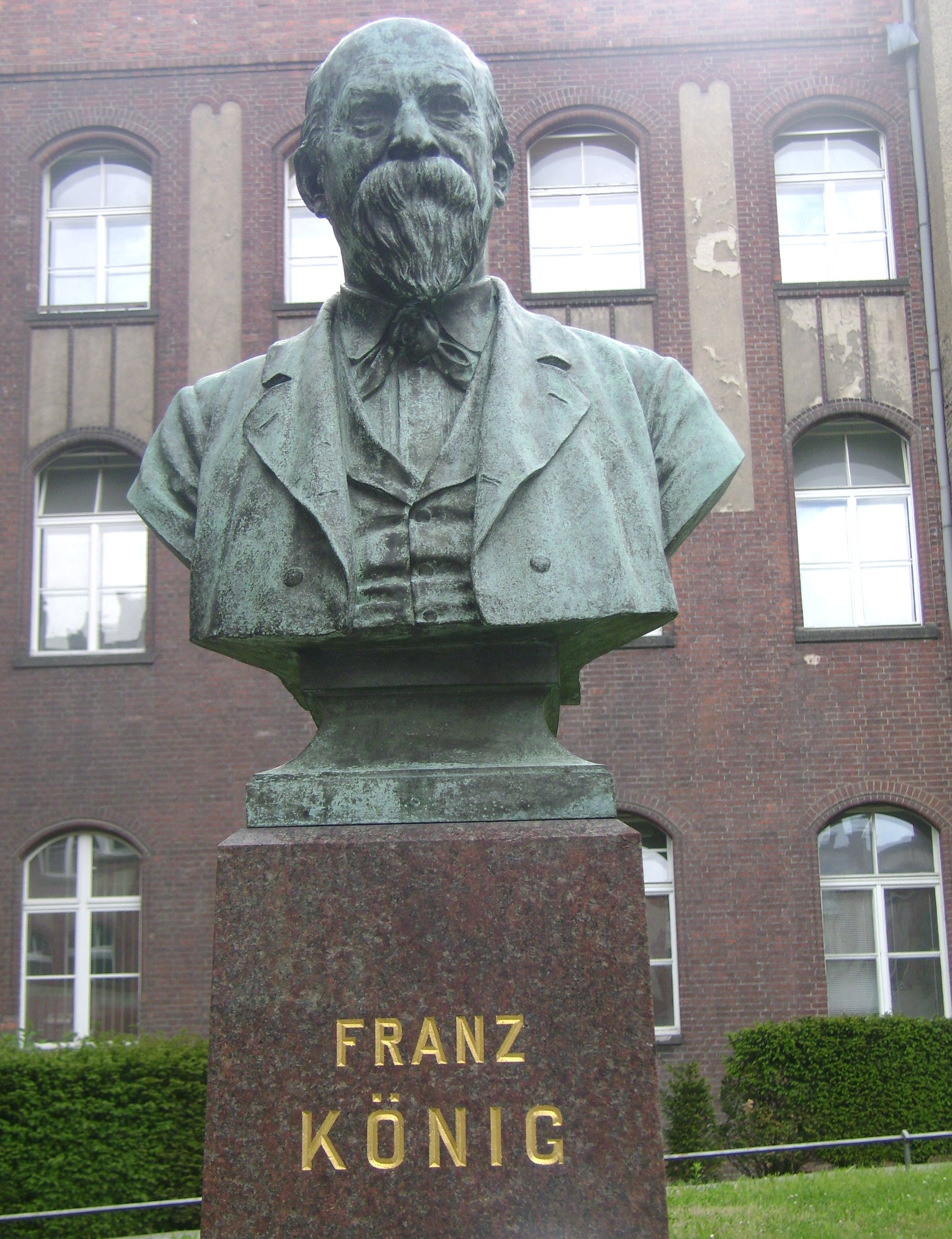
Büste Franz König in der Berliner Charité
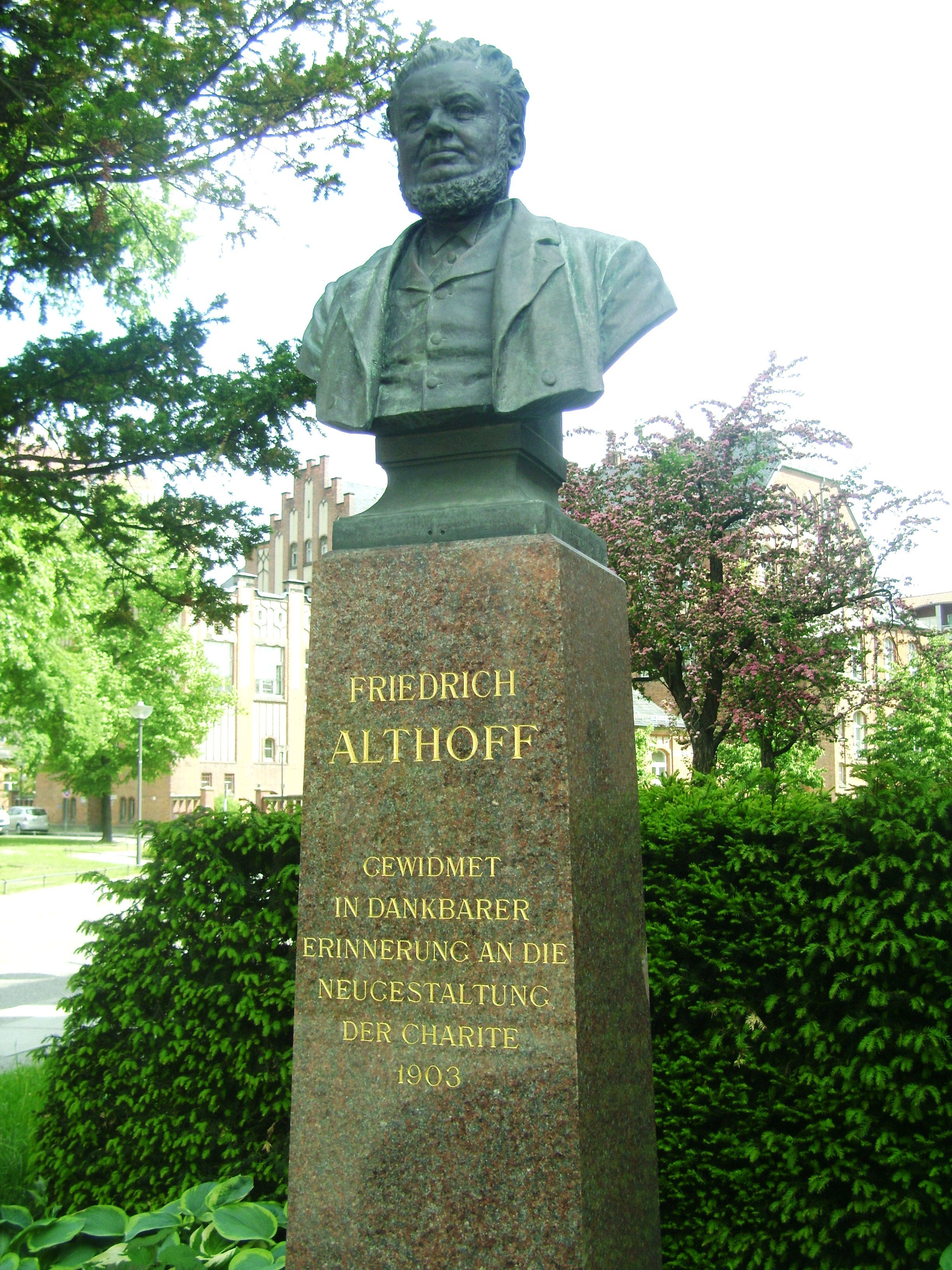
Büste Friedrich-Althoff in der Berliner Charité (1902)